# Humococcus mackenziei
Humococcus mackenziei är en insektsart som beskrevs av Ezzat 1959. Humococcus mackenziei ingår i släktet Humococcus och familjen ullsköldlöss.
Artens utbredningsområde är Egypten. Inga underarter finns listade i Catalogue of Life.